# Luby Károly
Benedekfalvy Luby Károly Ferenc Emil (Nagyar, 1830. április 30. – Szatmár, 1907. december 27.) genealógiai és heraldikai író, földbirtokos.

## Származása
A római katolikus nemesi benedekfalvi Luby család sarja. 1830. április 30-án született a Szatmár vármegyei Nagyaron, Luby Károly (1787-1840), Szatmár vármegyei főszolgabíró, fehérgyarmati földbirtokos, táblabíró, és hiripi Szuhányi Anna fiaként. Apai nagyszülei legidősebb benedekfalvi Luby Károly (1752–1805), királyi táblai ülnök, földbirtokos, és Becsky Ágnes asszony voltak. Anyai nagyszülei hiripi Szuhányi János, Szatmár vármegye alispánja, földbirtokos, és Geőcz Krisztina voltak. Hatan voltak testvérek. Testvérei: Amália, Mária, Zsigmond, Ágnes és János voltak.

## Élete
1872-ben Szatmár vármegye járási gyámnoka volt, 1878-ban levéltárnoknak választották meg, 1884-től birtokán gazdálkodott. Nagygécen és Nagykárolyban, majd Szatmáron lakott, ahol 1907-ben halt meg.
Geneológiával foglalkozott. Nagy Iván Magyarország családai című munkájában több Szatmár megyei nemesi család geneológiáját írta meg. A Turul című lapban a Kisrhédey Rhédey és a Luby család geneológiáját közölte.

## Házassága és gyermekei
Neje a szintén nemesi származású pécsiújfalusi Péchy Ilona (*1837.–†Nagygéc, 1918. április 1.) volt, akinek a szülei pécsiújfalusi Péchy Gábor (1795–1855), és Vörös Terézia (1805–1871) asszony voltak. Luby Károly és Péchy Ilona frigyéből egy fiú gyermek született:
- Luby Béla. Felesége, hiripi és ivácskói Böszörményi Izabella (*1861.–†Nagygéc, 1920. április 18.)[6]